# Caroline Weldon
Caroline Weldon (geboren Susanna Karolina Faesch) (Kleinbasel, 4 december 1844 – Brooklyn, 15 maart 1921) was een Zwitsers-Amerikaanse artiest en activist bij de National Indian Defense Association. Weldon werd een vertrouweling en de persoonlijke secretaris van de Lakota Sioux-indianenleider Sitting Bull toen de Prairie-indianen actief waren in de Ghost Dance-beweging.

## Biografie

### Vroegere jaren
Caroline Weldon werd geboren als Susanna Karolina Faesch op 4 december 1844 in Kleinbasel in het kanton Bazel in Zwitserland. Ze was de dochter van Johann Lukas Faesch, die als officier diende in een Zwitsers regiment in Frankrijk en haar moeder was Anna Maria Barbara, geboren Marti. De familie Faesch maakte deel uit van de Zwitserse adel. Ze arriveerde in 1852 in Amerika, samen met haar moeder, en vestigde zich in Brooklyn. Dat jaar hertrouwde haar moeder met de verbannen Duitse revolutionair en arts, Dr. Karl Heinrich Valentiny, die een medische praktijk had in Brooklyn. In 1866 trouwde Susanna Carolina Faesch in Brooklyn met Dr. Bernhard Claudius Schlatter, een Zwitsers arts. Haar huwelijk met Schlatter bleef kinderloos en was ongelukkig. In juni 1876 liep ze weg met een getrouwde man die in de rechtbankregisters werd geïdentificeerd als Christopher J. Stevenson. Ze woonde kort bij Stevenson in een gehuurd appartement in Hoboken (New Jersey) en beviel eind 1876 of begin 1877 van een kind, een jongen die ze Christie noemde. Haar romantische relatie met Stevenson duurde echter niet lang, want hij zou haar al snel in de steek laten om terug te keren naar zijn vrouw. Caroline werd gedwongen terug te keren naar Brooklyn om bij haar moeder en stiefvader te gaan wonen. Haar vervreemde echtgenoot Bernhard Schlatter vroeg de echtscheiding aan, die in 1883 werd verleend.

### Carrière

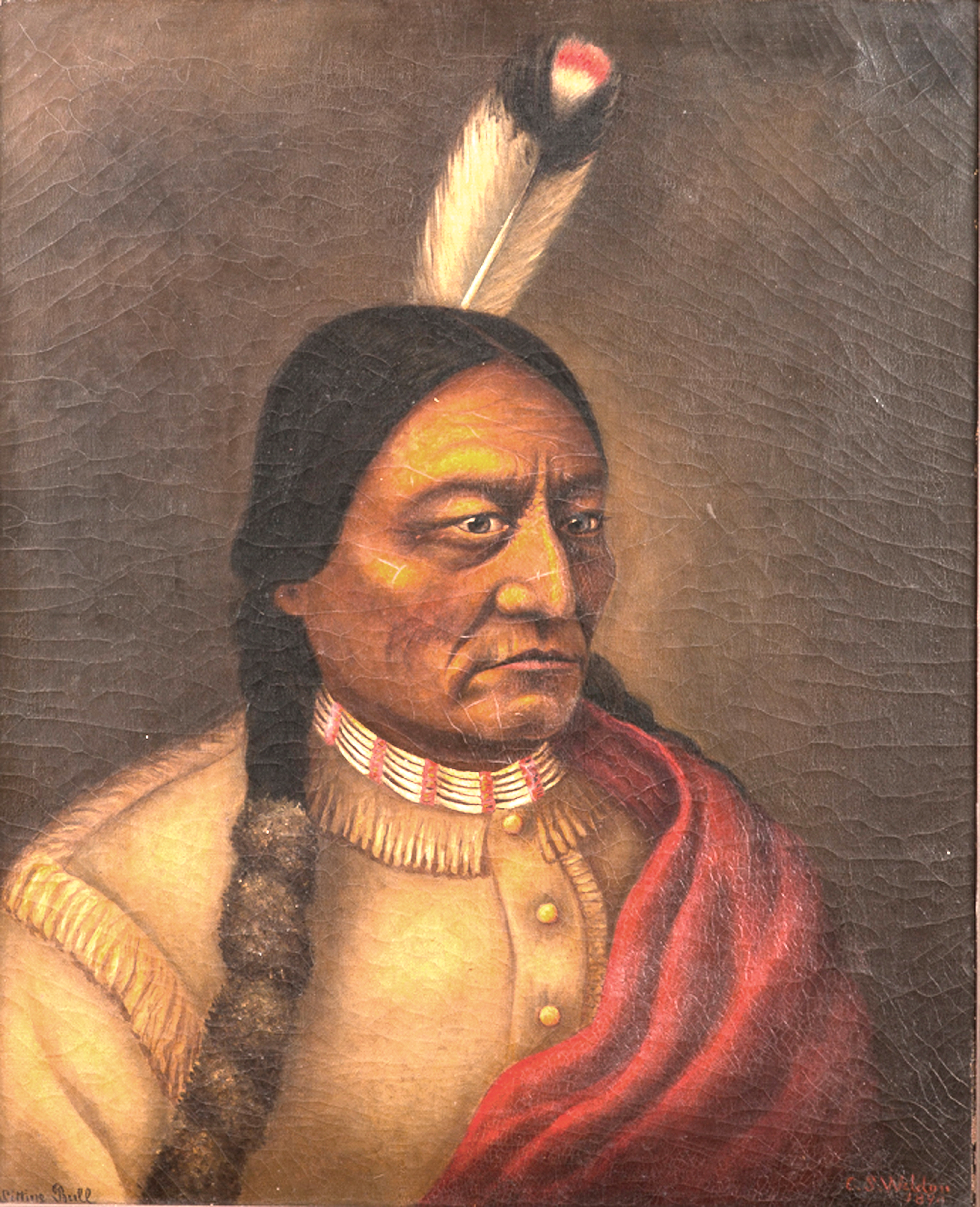
Sitting Bull, door Caroline Weldon, 1890, olieverf op canvas

Weldon had interesse in kunst en na haar scheiding van haar man en in de steek gelaten door haar minnaar, zette ze zich in voor het welzijn van de indianen. Na de dood van haar moeder in 1887 had ze wat geld geërfd dat haar de middelen gaf om vrijelijk haar interesses na te jagen. Enige tijd daarna veranderde ze haar naam in Caroline Weldon, vermoedelijk om haar verleden achter zich te laten, hoewel de exacte reden voor deze actie onbekend blijft. In de zomer van 1889 reisde Caroline Weldon naar het Dakota-territorium om haar droom te vervullen om tussen de Sioux te wonen. Ze werd lid van de National Indian Defense Association (NIDA), onder leiding van Dr. Thomas Bland en zijn vrouw Cora Bland,  om de Sioux te helpen in hun strijd tegen de Amerikaanse regering die probeerde onder de Dawes Act of 1887 om grote delen van het Great Sioux Reservation te onteigenen. 
Weldon raakte bevriend met Sitting Bull, leider van de traditionalistische factie onder de Sioux waarbij ze als zijn secretaris, tolk en pleitbezorger fungeerde. Nadat ze met haar jonge zoon Christie was verhuisd naar het terrein van Sitting Bull aan de Grand River in het Standing Rock Indian Reservation, maakten haar confrontaties en openlijke verzet tegen de Indian agent James McLaughlin haar niet geliefd bij het grote publiek. McLaughlin startte een lastercampagne, waardoor ze werd gehaat en beschimpt door een groot deel van de blanke gemeenschap en belasterd in de nationale pers. Toen in de zomer van 1890 de Ghost Dance Movement door de Indianenreservaten van het Westen raasde, waarschuwde ze Sitting Bull dat het de regering een excuus zou geven om het leger op te roepen voor een interventie, wat zou resulteren in de vernietiging van de Sioux-natie. Sitting Bull keerde zich tegen haar en toen haar zoon in november ziek werd, besloot ze te vertrekken. De daaropvolgende gebeurtenissen van de moord op Sitting Bull en het bloedbad van Wounded Knee in december 1890 bewezen haar gelijk, wat haar gevoel van zinloosheid en mislukking versterkte. Haar zoon stierf op 19 november 1890 op de rivierboot Chaska in de buurt van Pierre (South Dakota). Ze was op weg naar haar nieuwe huis in Kansas City (Missouri). Ze woonde daar een korte periode met haar neef Friedrich William Schleicher, een onderwijzer, om uiteindelijk terug te keren naar Brooklyn. Kort daarna verdween ze in de vergetelheid.
Weldon schilderde vier portretten van Sitting Bull, waarvan er twee bewaard zijn gebleven. Een daarvan is nu in het bezit van de North Dakota Historical Society in Bismarck (North Dakota) en de andere in het Historic Arkansas Museum in Little Rock (Arkansas)
Weldon stierf alleen in haar appartement in Brooklyn op 15 maart 1921. De doodsoorzaak was onopzettelijke derdegraads brandwonden door een kaars op haar gezicht en lichaam. Ze werd begraven op het familiegraf van Valentiny op de Green-Wood begraafplaats in Brooklyn.

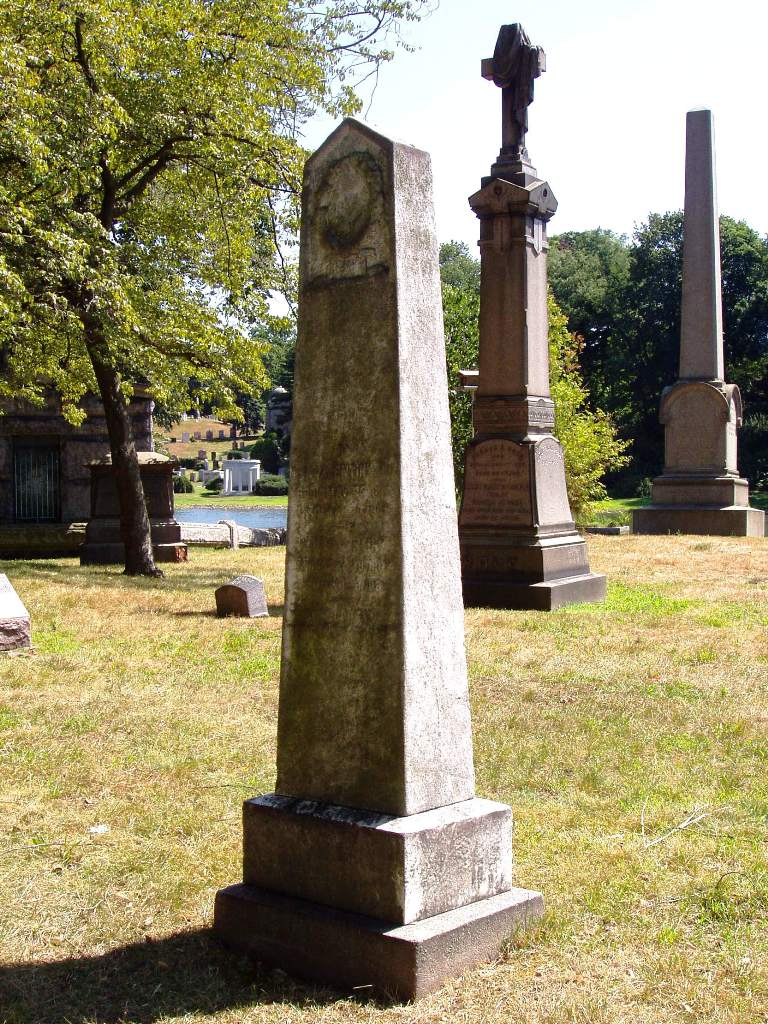
Graf van Weldon op de Green-Wood begraafplaats, Brooklyn NY

## Weldon in de hedendaagse cultuur
De dichter en toneelschrijver Derek Walcott verwijst naar Weldon en haar leven in zijn toneelstuk The Ghost Dance en in zijn epische gedicht Omeros. Hij brengt de geschiedenis van de Indiaanse bevolking samen met die van de ondergang van de inheemse Arawak-bevolking in Saint-Lucia, in het Caraïbisch gebied.
Het boek Woman Walking Ahead: In Search of Catherine Weldon and Sitting Bull van Eileen Pollack uit 2002 vertelt het verhaal van Caroline Weldon bij de Sioux. De film Woman Walks Ahead uit 2017 is gebaseerd op dit boek.